# عبد الرحمن محمد المنصور
عبد الرحمن محمد عبد الرحمن المنصور (1920-2008) شاعر ومفكر سعودي ولد في محافظة الزلفي. وهو والد الفنانة التشكيلية هند المنصور والمخرجة السعودية هيفاء المنصور.

## حياته
ولد في مدينة الزلفي عام 1920 ودرس في جامع الزلفي على يد الشيخ محمد العمر توجه إلى مدينة الرياض وهو لم يتجاوز ال11 من عمره وعمل في خدمة مفتى الديار السعودية الشيخ محمد إبراهيم آل الشيخ ولكنه قرر تركه عندما التقى بالمؤرخ السعودي حمد الجاسر في مكة الذي أقنعه بالبقاء والدراسة في المعهد السعودي في مكة ثم بعد ذلك انتقل إلى القاهرة لإكمال تحصيله العلمي فكان أن حاز على الشهادة العالية من الأزهر عام 1951 في الشريعة الفلسفة واللغات الشرقية، وبعد ذلك الماجستير في علم النفس والتربية من جامعة إبراهيم باشا (المعروفة بجامعة عين شمس حاليا), وبعد إكمال تحصيله العلمي عاد إلى السعودية مجدداً وتدرج في وظيفته حتى وصل إلى مناصب إدارية متقدمة كان أبرزها تعيينه وكيلاً لوزارة العمل .
ويعتبر الشاعر المنصور أول رئيس للفريق الذي أسس نظام العمل والعمال في السعودية.
وكانت أول قصيدة نشرت له في عام 1952 وكانت بعنوان «مات الرجاء».
4 ھـ - 1964 م تقاعد عن العمل الرسمي، وتفرغ لأعمالھ الخاصة ولشؤون أسرتھ، واتخذ من واحة المبرز بمحافظة
الأحساء مستقرًا لھ منُذ ذلك الحین، وإلى الیوم ھذا، وقد زاول بعد تقاعده ا لأعمال التالیة:
- مدیر الھاتف بمنطقة الأحساء في شركة سعودي تل ثم في وزارة البرق والبرید والھاتف.
- مستشار مدیر عام الھاتف السعودي بالوزارة بالریاض.
- مدیر اϹدارة القانونیة بشركة بل كندا بالریاض.
- مستشار للشؤون العمالیة بشركة ھولزمن.

## وفاتة
وفاة الأستاذ عبد الرحمن بن محمد المنصور بعد ظهر الثلاثاء 19 صفر 1429هـ الموافق 26 فبراير 2008م بالاحساء حيث كان يقيم بقية حياته –-.

## المصدر
- رحيل المنصور، جريدة إيلاف
- الصاخب... الهادئ!، جريدة الوطن